# Bobrowy Stok
Bobrowy Stok – zbocze górskie w południowo-zachodniej Polsce, w Sudetach Zachodnich, we wschodnich Karkonoszach, w paśmie Grzbietu Lasockiego.
Bobrowy Stok położony jest na południe od Niedamirowa na południowym końcu Grzbietu Lasockiego.
Stok stanowi południowo-wschodnie zbocze grzbietu, na którym po stronie Czech na wysokości około 780 m n.p.m. znajdują się źródła Bobru. Zbudowany jest ze skał metamorficznych wschodniej osłony granitu karkonoskiego – łupków łyszczykowych, zieleńców i fyllitów. Stok częściowo porośnięty jest lasem regla dolnego. Przez Bobrowy Stok po stronie zachodniej, wschodniej i południowej przechodzi granica Polski i Czech.

## Turystyka
Przez Bobrowy Stok prowadzi szlak turystyczny:
 – zielony, prowadzący wzdłuż granicy z Przełęczy Okraj do Przełęczy Lubawskiej
Na stoku znajduje się szeroki punkt widokowy z panoramą Kotliny Kamiennogórskiej i Bramy Lubawskiej.